# José Vieira de Carvalho
José Vieira de Carvalho (Maia, Moreira, 18 de abril de 1938 – 1 de junho de 2002) foi um autarca e docente universitário português.

## Biografia
Licenciou-se em Ciências Históricas e Filosóficas na Faculdade de Letras da Universidade de Lisboa (1961) com a tese O Mosteiro de S. Salvador de Moreira – Subsídios para a sua história.
Ainda enquanto cumpria o serviço militar foi chefe do Gabinete de Estudos do Centro de Estudos Psicotécnicos do Exército, professor do Instituto Superior de Psicologia Aplicada e da Academia Militar, depois de ter combatido no então Ultramar Português.
Em 1966 entra, como assistente, para o corpo docente da Faculdade de Letras da Universidade do Porto; aí ensinará até 1975.
Dedicou-se à vida política, nomeadamente na Presidência da Câmara Municipal da Maia entre 1970 e 1974, e, depois, entre 1979 e a data da sua morte. De 1973 a 1974 foi deputado à então Assembleia Nacional.
O ano de 1975 foi-lhe, entretanto, aziago, tendo sido detido na sequência da Intentona de 11 de Março e publicamente acusado, pelo Comandante da Região Militar Norte (o brigadeiro graduado Eurico de Deus Corvacho), de envolvimento em actividades do Exército de Libertação de Portugal (ELP); só será libertado após o Golpe de 25 de Novembro do mesmo ano.
Desempenhou vários cargos e levou a cabo diversas tarefas, com destaque para as várias e sucessivas eleições para Deputado à Assembleia da República pelo círculo do Porto, para a Presidência do Conselho do Metro do Porto, para a Presidência da Junta Metropolitana do Porto, e para a escolha, por parte da Assembleia da República, para a representar no Comité das Regiões da União Europeia, onde foi autor e co-autor de vários relatórios.
Instrumental na criação da da Universidade Livre no Porto (1978-1986), aí ensinando nos dois primeiros anos de funcionamento. Foi depois fundador do ISMAI – Instituto Superior da Maia, onde ocupou os cargos de Presidente da Direcção da Maiêutica e de Presidente do Conselho Científico.
Liderou o processo de formação da Metro do Porto, SA, tendo sido seu Presidente do Conselho de Administração.
Admirador do cinema da «Nouvelle vague» francesa, com destaque para Claude Chabrol.[carece de fontes?]

## Obras
Foi autor, entre outros escritos, dos seguintes livros:
- O Mosteiro de S. Salvador de Moreira – Instituição Valorizadora da Terra da Maia. Maia, Câmara Municipal, 1969 (ed. de parte da tese de licenciatura).
- Que o que governa se comporte como o que serve. Maia, 1995.
- A Regionalização para Portugal. Maia, 1996.
- Da Maia para Portugal. Maia, 2002.